# AMA Verlag
Der AMA Verlag ist ein deutscher mittelständischer Musikverlag.

## Geschichte
Der Verlag wurde 1989 von Detlef Kessler in Brühl gegründet und seitdem geführt. Er studierte Musik an den Hochschulen in Berlin und Weimar. Das erste veröffentlichte Buch war Die Neue Harmonielehre – Band 1 von Frank Haunschild. AMA war ursprünglich ein klassischer Notenverlag. Später war der Verlag der erste, der Bücher mit CDs verkaufte. Für Musik- und Hochschulen entstanden Lehrmaterialien für Rock-, Pop- und Jazzmusik. Fremdsprachige Literatur wird heute in Chinesisch, Englisch, Französisch und Japanisch angeboten. Nach der deutschen Wiedervereinigung wurde die ostdeutsche Avantgarde – u. a. Reiner Bredemeyer, Kurt Schwaen und Georg Katzer – in das Programm aufgenommen. Das Archiv der Internationalen Musikbibliothek wurde erworben und in Berlin aufbewahrt, bis es dann durch Udo Zimmermann nach Dresden kam.
Zu den Autoren gehören Richard Addison, Rainer Baumann, Zakhar Bron, Morscheck & Burgmann, Peter Bursch, Udo Dahmen, Claus Fischer, Peter Fischer, Hellmut Hattler, Barbara Kellerbauer, Edmund Kieselbach, Rainer Kirchmann, Hubert Käppel, Michael Langer, Horst König, Eddy Marron, Matthias Petzold, Michael Sagmeister, Hans-Jürgen Reznicek, Volker Schlott, Manfred Schmitz, Klaus-Hinrich Stahmer, Hans Günter Wagener und Paul Westwood.

## Beteiligungen
Zur AMA Gruppe gehören folgende Editionen, Labels und Verlage:
- AMA Musikverlag
- Osnaton Verlag
- Tivi Verlag
- Verlag Neue Musik
- Edition Gravis
- Kreuzberg Records
- Edition Margaux
- MARA Records
- Osnaton Records
- Birnbach Musikverlage

## Auszeichnungen
Es erhielten das Jugend-Album für Klavier von Manfred Schmitz 1999, das Saxophon ab 140 von Matthias Böyers 2003 und Salentins Trompetenschule 2003 von Hans-Peter Salentin den Deutschen Musikeditionspreis.